# Hymenochaete villosa
Hymenochaete villosa är en svampart som först beskrevs av Joseph-Henri Léveillé, och fick sitt nu gällande namn av Giacopo Bresàdola 1910. Hymenochaete villosa ingår i släktet Hymenochaete och familjen Hymenochaetaceae.   Inga underarter finns listade i Catalogue of Life.